# Bupleurum miyamorii
Bupleurum miyamorii là một loài thực vật có hoa trong họ Hoa tán. Loài này được Kitag. mô tả khoa học đầu tiên năm 1969.